# Солонківська сільська рада
Солонківська сільська рада — орган місцевого самоврядування у Пустомитівському районі Львівської області з адміністративним центром у с. Солонка.

## Загальні відомості
Історична дата утворення: в 1946 році. Водоймища на території, підпорядкованій даній раді: озеро Наварія, річка Щирка.

## Населені пункти
Сільраді підпорядковані населені пункти:
- с. Солонка
- c. Малечковичі
- c. Нагоряни

## Агротуристичний кластер "ГорбоГори
Агротуристичний кластер «ГорбоГори» створений в 2017 році з ініціативи місцевих фермерів, в тому числі учасників АТО, органів місцевої і обласної влади, наукових і навчальних установ на території 3 сільських рад Пустомитівського району (тепер, після реформи децентралізації зосереджений на території Пустомитівської ОТГ та Солонківської ОТГ). Мета кластеру - забезпечення сталого розвитку території названих громад через розбудову інфраструктури, маркетинг альтернативних видів сільського підприємництва та бізнесу в межах агротуристичного кластера. CEO  проєкту "ГорбоГори" у 2021 році призначено Андрія Жидачека [Архівовано 25 травня 2021 у Wayback Machine.]. 

## Склад ради
- Сільський голова: Дубневич Богдан Васильович
- Заступник сільського голови: Пущак Микола Зіновійович
- Заступник голови з питань діяльності виконавчих органів та міжнародних відносин: Жидачек Андрій
- Загальний склад ради: 26 депутатів.

### Керівний склад ради
| ПІБ                        | Основні відомості                                                                             | Дата обрання | Дата звільнення |
| -------------------------- | --------------------------------------------------------------------------------------------- | ------------ | --------------- |
| Ткачук Віталій Васильович  | Сільський голова, 1960 року народження, освіта, член Всеукраїнського об'єднання «Батьківщина» | 26.03.2006   | 31.10.2010      |
| Ткачук Віталій Васильович  | Сільський голова, 1960 року народження, освіта вища, безпартійний                             | 31.10.2010   | 25.10.2020      |
| Дубневич Богдан Васильович | Сільський голова територіальної громади                                                       | 12.2020      |                 |

Примітка: таблиця складена за даними джерела

### Депутати
Результати місцевих виборів 2010 року за даними ЦВК
| № зп | № округу | Прізвище, ім'я, по батькові    | Дата визнання обраним | Відомості про обраного депутата                                                                   |
| ---- | -------- | ------------------------------ | --------------------- | ------------------------------------------------------------------------------------------------- |
| 1    | 1        | Шепітко Іван Володимирович     | 04.11.2010            | Освіта вища, позапартійний, тимчасово не працює                                                   |
| 2    | 2        | Бурий Михайло Васильович       | 04.11.2010            | Освіта середня, позапартійний, Народний дім «Просвіта», директор                                  |
| 3    | 3        | Деркач Іван Миколайович        | 04.11.2010            | Освіта середня, член Партії регіонів, ВАТ «Укртелеком», електромонтер зв"язку                     |
| 4    | 4        | Юрків Михайло Петрович         | 04.11.2010            | Освіта середня, позапартійний, КП «Амарант», в.о. директора                                       |
| 5    | 5        | Опока Юрій Ігорович            | 04.11.2010            | Освіта незакінчена вища, позапартійний, Львівська залізниця, механік зв'язку                      |
| 6    | 6        | Кликоцький Ярослав Романович   | 04.11.2010            | Освіта середня, позапартійний, приватне підприємство                                              |
| 7    | 7        | Лещак Мар'ян Ярославович       | 04.11.2010            | Освіта незакінчена вища, позапартійний, Національний університет «Львівська політехніка», студент |
| 8    | 8        | Ткачук Любов Володимирівна     | 04.11.2010            | Освіта середня, позапартійна, Солонківська загальноосвітня школа, вчитель                         |
| 9    | 9        | Жиравецький Андрій Михайлович  | 04.11.2010            | Освіта вища, позапартійний, Солонківська сільська рада, заступник голови                          |
| 10   | 10       | Рейс Андрій Михайлович         | 04.11.2010            | Освіта середня, позапартійний, тимчасово не працює                                                |
| 11   | 11       | Посацький Йосип Збігневич      | 04.11.2010            | Освіта середня, позапартійний, приватне підприємство                                              |
| 12   | 12       | Ткачук Вікторія Віталіївна     | 04.11.2010            | Освіта незакінчена вища, позапартійна, Львівський національний медичний університет, студент      |
| 13   | 13       | Бура Наталія Романівна         | 04.11.2010            | Освіта вища, член Політичної партії «Наша Україна», Солонківське споживче товариство, інспектор   |
| 14   | 14       | Метко Олександра Степанівна    | 04.11.2010            | Освіта вища, позапартійна, Солонківська амбулаторія, головний лікар                               |
| 15   | 15       | Горак Андрій Іванович          | 04.11.2010            | Освіта середня, позапартійний, тимчасово не працює                                                |
| 16   | 16       | Федак Степан Степанович        | 04.11.2010            | Освіта вища, позапартійний, «ВАТО», директор                                                      |
| 17   | 17       | Крикун Сергій Іванович         | 04.11.2010            | Освіта середня, позапартійний, Поршнянська загальноосвітня школа, кочегар                         |
| 18   | 18       | Роман Ольга Євстахіївна        | 04.11.2010            | Освіта вища, позапартійна, Львівська окружна клінічна лікарня, старша медсестра                   |
| 19   | 19       | Микитів Степан Петрович        | 04.11.2010            | Освіта вища, член Політичної партії «Наша Україна», ПП «Конвалія», директор                       |
| 20   | 20       | Дідух Василь Михайлович        | 04.11.2010            | Освіта вища, позапартійний, пенсіонер                                                             |
| 21   | 21       | Бабій Ігор Євстахійович        | 04.11.2010            | Освіта вища, позапартійний, фермерське господарство «Нагорянка»                                   |
| 22   | 22       | Качмарик Роман Андрійович      | 04.11.2010            | Освіта середня, позапартійний, тимчасово не працює                                                |
| 23   | 23       | Бартко Володимир Іванович      | 04.11.2010            | Освіта вища, член Політичної партії «Сильна Україна», ДЮСШ Олімпійського резерву, тренер          |
| 24   | 24       | Гупало Юліан Іванович          | 04.11.2010            | Освіта середня, позапартійний, фермерське господарство «Дрофа», голова                            |
| 25   | 25       | Мрочко Микола Петрович         | 04.11.2010            | Освіта вища, позапартійний, Львівелектромаш, начальник дільниці                                   |
| 26   | 26       | Курса Михайло Іванович         | 04.11.2010            | Освіта середня, позапартійний, пенсіонер                                                          |
| 27   | 27       | Буренков Анатолій Петрович     | 04.11.2010            | Освіта середня, член Партії регіонів, Теплогосподарство КЕВ, начальник                            |
| 28   | 28       | Буренков Сергій Анатолійович   | 04.11.2010            | Освіта вища, позапартійний, В/ч А 0780, військовослужбовець                                       |
| 29   | 29       | Бікчантаєв Олександр Борисович | 04.11.2010            | Освіта вища, позапартійний, В/ч А 0780, старший офіцер відділу                                    |
| 30   | 30       | Прищепа Руслан Валерійович     | 15.11.2010            | Освіта вища, член Партії регіонів, ТзОВ ТНП-транс, директор                                       |